# Segunda Guerra Civil da Costa do Marfim
A Segunda Guerra Civil na Costa do Marfim eclodiu em  fevereiro de 2011 quando começaram os combates entre as forças leais ao presidente eleito e o governo de facto no oeste do país.
O conflito armado ocorreu devido à escalada de violência com a crise política causada pela recusa do presidente derrotado Laurent Gbagbo em aceitar a vitória do líder da oposição Alassane Ouattara por uma estreita margem no segundo turno das eleições presidenciais em 28 de Novembro de 2010.  Gbagbo contava com a lealdade das forças armadas para permanecer no poder, mas com uma forte rejeição por parte dos cidadãos e da comunidade internacional.
Depois de ficar claro as posições de ambos os lados, toda a comunidade internacional (notavelmente a União Europeia, Estados Unidos, a Organização das Nações Unidas, a União Africana e a Comunidade Económica dos Estados da África Ocidental) se posicionou favorável aos resultados proclamados pela Comissão Eleitoral que deram Ouattara como o vencedor nas eleições.
Depois de meses de negociações infrutíferas e de violência esporádica entre partidários de ambos os lados, protestos reprimidos pelo exército e pela polícia e ataques a adversários políticos entre os diferentes lados, a crise tornou-se uma guerra civil quando as milícias de Ouattara tomaram o controle do norte do país em março de 2011 e Gbagbo entrincheirou-se na antiga capital e maior cidade, Abidjã.
As organizações internacionais relataram inúmeros casos de violações dos direitos humanos por ambos os lados, particularmente na cidade de Duékoué, onde em 29 de março, pelo menos 800 pessoas foram massacradas por militantes dos dois lados. Embora as tropas rebeldes avançassem ao sul, tomando a nova capital de Iamussucro em 30 de março sem resistência, as forças da ONU e da França deram apoio militar às forças do mandatário eleito.
No dia seguinte, as milícias de Ouattara entraram em Abidjã produzindo uma terrível batalha na cidade, cerca de 2.000 a 3.000 rebeldes entraram nela embora o presidente eleito declarou toque de recolher por três dias. Enquanto as tropas internacionais intervieram especialmente nos combates pela cidade, Gbagbo havia deixado apenas uma pequena fração de suas forças, a maioria de sua guarda pessoal e jovens militantes, muitos dos seus oficiais haviam desertado passando ao lado inimigo ou fugido do país.
A batalha de Abidjã foi encerrada com a captura de Gbagbo em sua residência em 11 de abril oficialmente terminando também a guerra civil.

## Confrontos
Durante o mês de fevereiro, as forças leais a Ouattara iniciaram uma ofensiva no oeste do país na qual conseguiriam conquistar cinco localidades que, até aquele momento, estavam sob o controle do lado oposto. No entanto, em março de 2011 começam os combates diretos entre os rebeldes de Ouattara e as forças do governo, nas principais cidades do país, resultando em cerca de  mil civis mortos no oeste marfinense, além de aproximadamente de 450 mil refugiados, chegando a luta às ruas da maior cidade do país, Abidjã em abril de 2011, com combates e fogo de artilharia em torno do palácio presidencial e da televisão estatal.

### Em Abidjã

Mapa das comunas do distrito de Abidjã

A partir de 22 de fevereiro e durante todo o mês de março de 2011, houve confrontos na principal cidade do país, Abidjã, entre o chamado "Commando Invisible", liderado por Ibrahim Coulibaly, dito "IB", e tropas leais a Laurent Gbagbo. Não é claro, porém, que esse grupo armado seja favorável a  Ouattara. Esses confrontos ocorreram principalmente em Abobo (cuja população votou majoritariamente em Ouattara), mas também em Adjamé, no norte de Abidjã,  Yopougon, Koumassi e Treichville. A Missão da  ONU na Costa do Marfim (ONUCI) acusa os partidários de Laurent Gbagbo de atirar em civis, fazendo uma dezena de mortos em  Abobo.

### No oeste do país

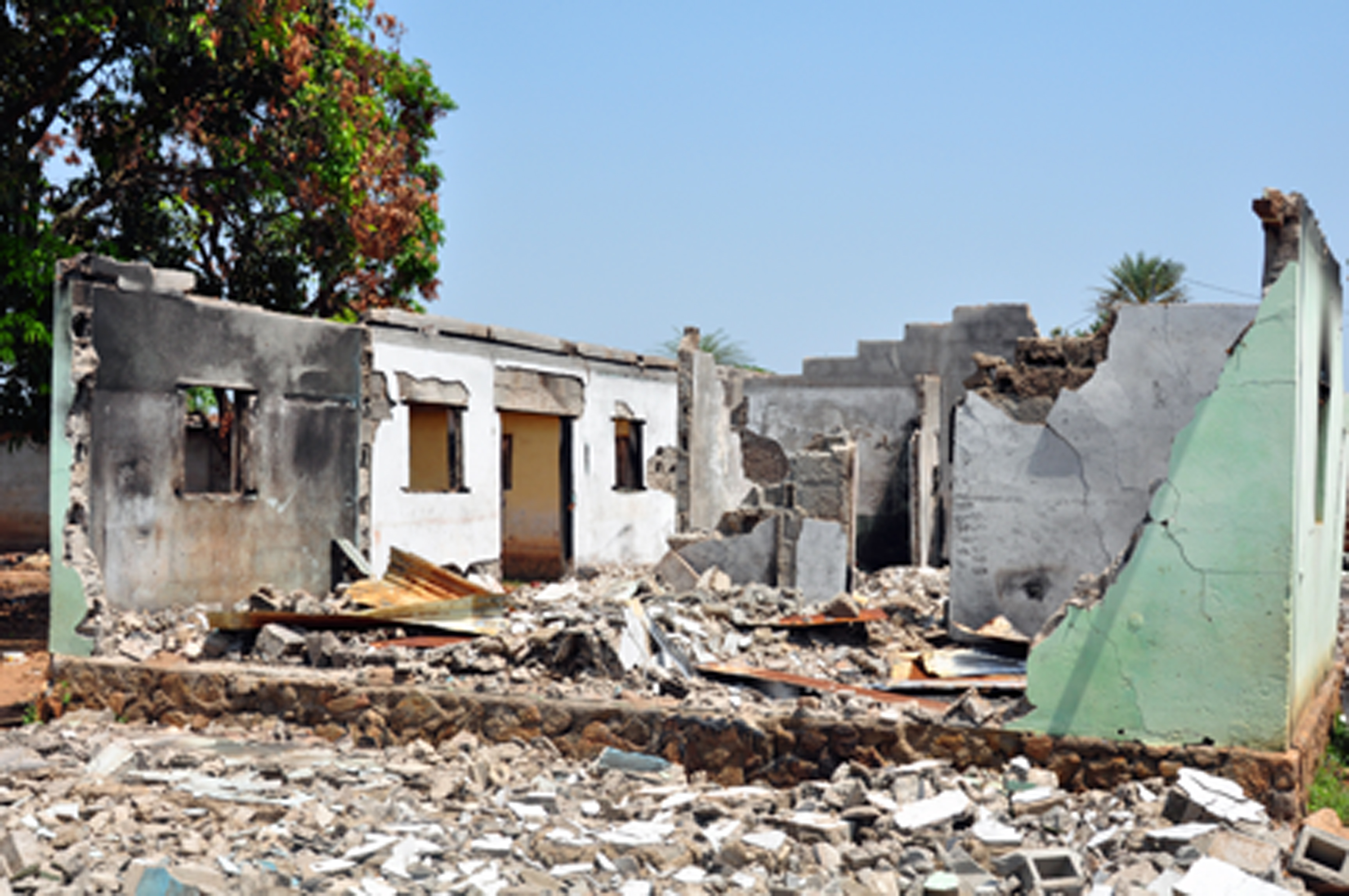
Bairro destruído pelos confrontos, em Duékoué

No início de março de 2011, explode um conflito em Moyen-Cavally, no oeste da Costa do Marfim. Em 18 de fevereiro de 2011, a ONUCI se retira de Toulépleu. Em 6 de março, após os combates, as Forces nouvelles, pró-Ouattara, tomam Toulépleu a milicianos e mercenários liberianos. Em 13 de março, Doké é controlada pelas Forces Nouvelles. Em 21 de março, é a vez de Bloléquin, após a criação das Forças Republicanas da Costa do Marfim (Forces républicaines de Côte d'Ivoire, FRCI). Em 28 de março, é a cidade de Duékoué que cai. Isto permite às FRCI ter acesso às estradas que levam ao porto de San-Pédro, situado a pouco mais de 300 km, na região do Bas-Sassandra, e à capital política, Iamussucro.
Em 2 de abril, a Organização das Nações Unidas responsabilizou as forças do presidente eleito, Ouattara, por pelo menos 220 das 330 mortes já confirmadas durante a tomada da cidade de Duékoué. As demais teriam sido causadas pelas tropas fiéis a Gbagbo. No mesmo dia, a organização de assistência humanitária Caritas, ligada à Igreja Católica, informou que mais mil civis morreram durante os confrontos em Duékoué. Representantes da Cruz Vermelha estimavam em 800 o número de mortes em combates na cidade ao longo da semana.

### Generalização do conflito
Em 28 de março, paralelamente à ofensiva contra Duékoué, as FRCI atacam Daloa, no centro-oeste, e Bondoukou, no leste, da qual assumem o controle em 29 de março. Em 30 de março, as tropas pró-Ouattara tomam Soubré, Tiébissou, Gagnoa, Guibéroua, Bocanda, San-Pédro, e finalmente entram na capital, Yamoussoukro.
Em 31 de março, a capital econômica do país, Abidjã, foi totalmente cercada pelas forças pró-Ouattara. Em algumas horas, muitos membros do exército e da polícia desertam, tal como o próprio chefe do estado-maior, general Philippe Mangou, que busca refúgio na embaixada da África do Sul, juntamente com sua família. As tropas ainda fiéis a Gbagbo se reagruparam em torno do palácio presidencial.
Na tarde de 11 de abril, tropas da ONU e do presidente-eleito Ouattara fizeram o assalto final ao palácio presidencial, prendendo e depondo o presidente Gbagbo, levado para um  hotel em Abdijan, onde foi mantido sobre supervisão da ONU, encerrando a luta de meses pelo poder no país.

## Situação humanitária
Os conflitos na Costa do Marfim provocaram o deslocamento de quase um milhão de pessoas, sobretudo provenientes do oeste do país e da comuna de Abobo. Essas pessoas se dirigem em primeiro lugar a outras áreas da Costa do Marfim, onde existem 735.000 refugiados, mas também à Libéria, onde há 120.000 refugiados, e a vários outros países vizinhos: Gana, Guiné,  Togo,  Mali, Nigéria, Níger, Benim e Burquina Fasso.

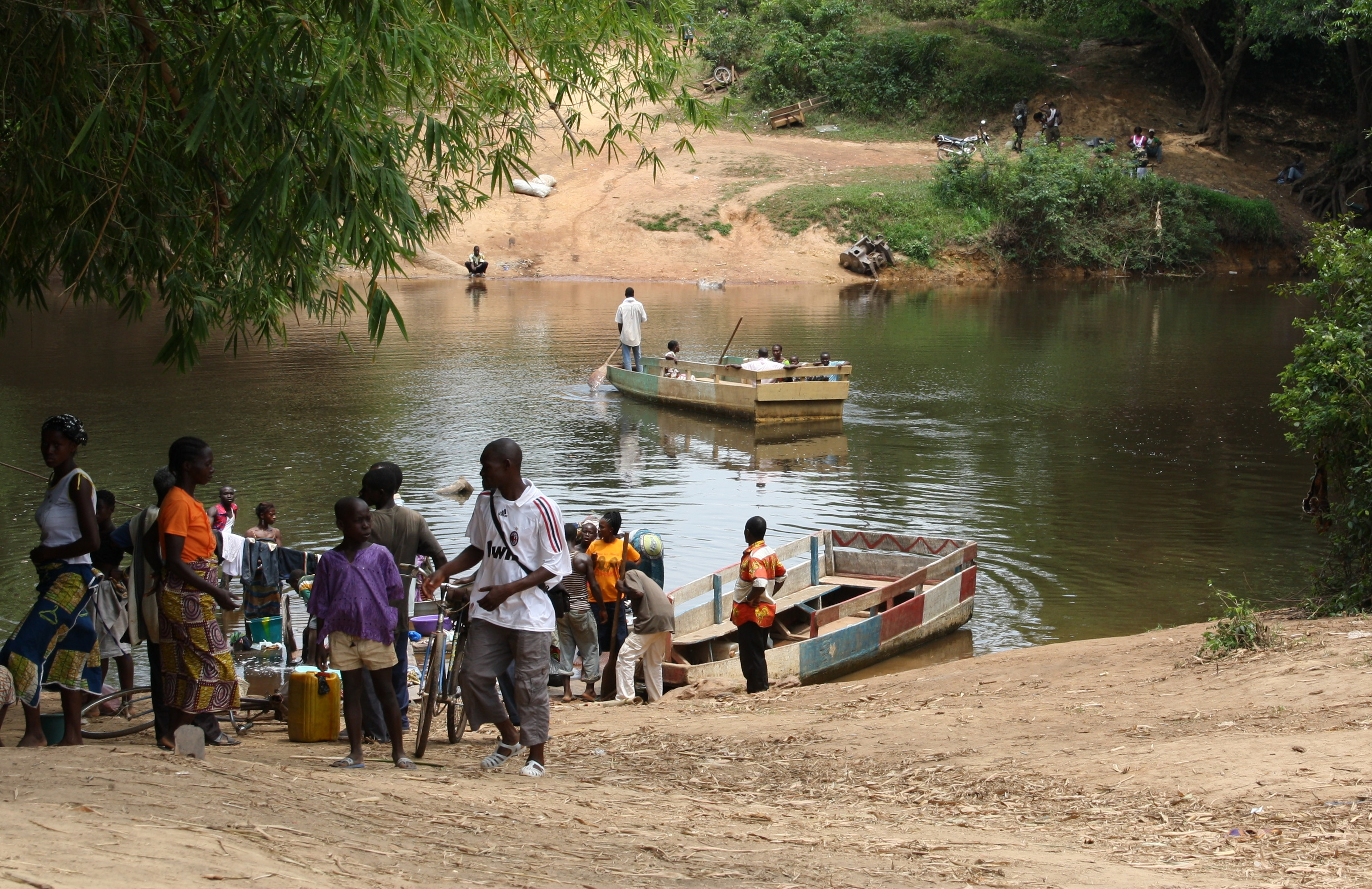
Refugiados marfinenses cruzam a fronteira com a Libéria, fugindo da guerra civil no país.
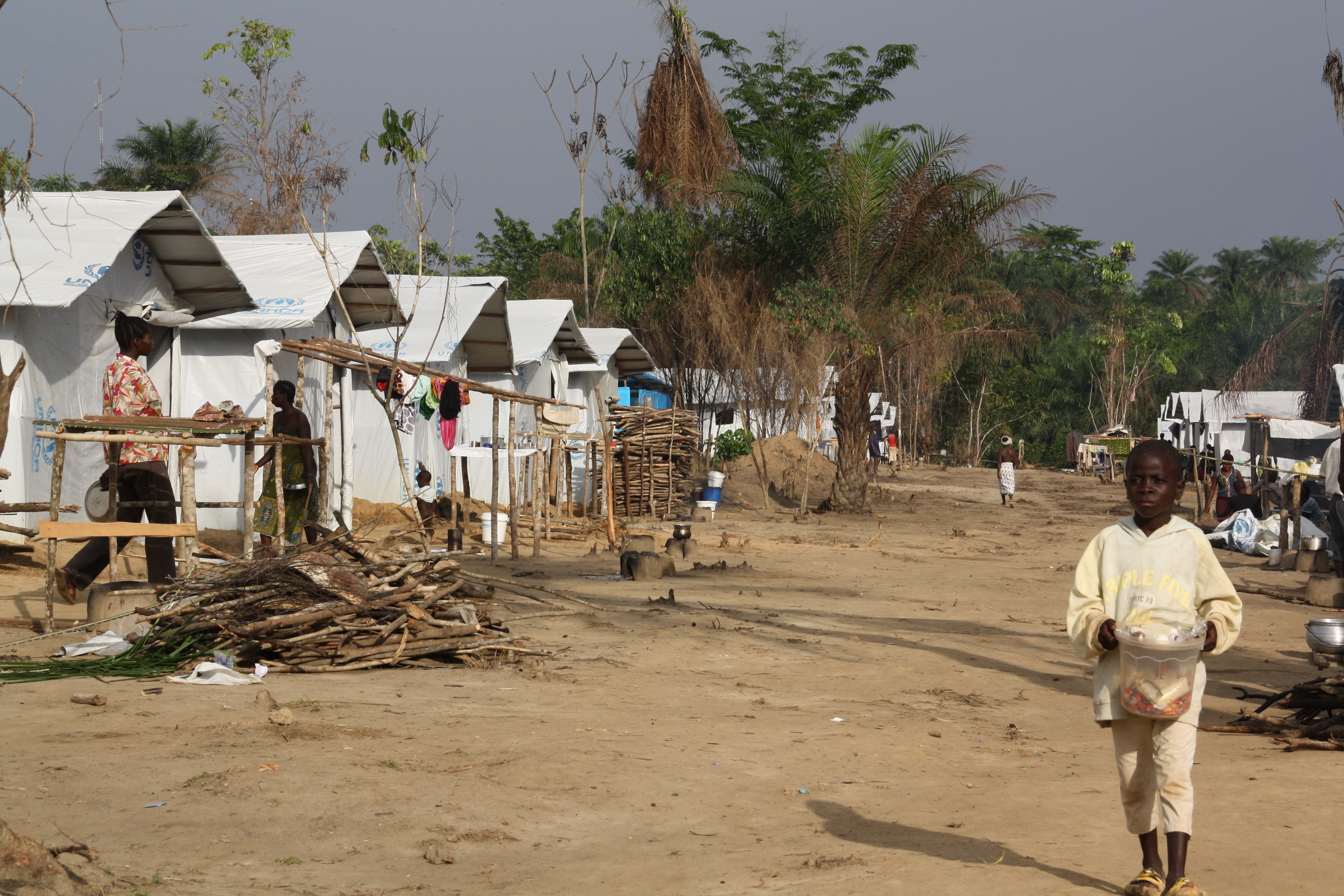
Campo de Bahn, condado de Nimba (Libéria), a 50 km da fronteira marfinense.
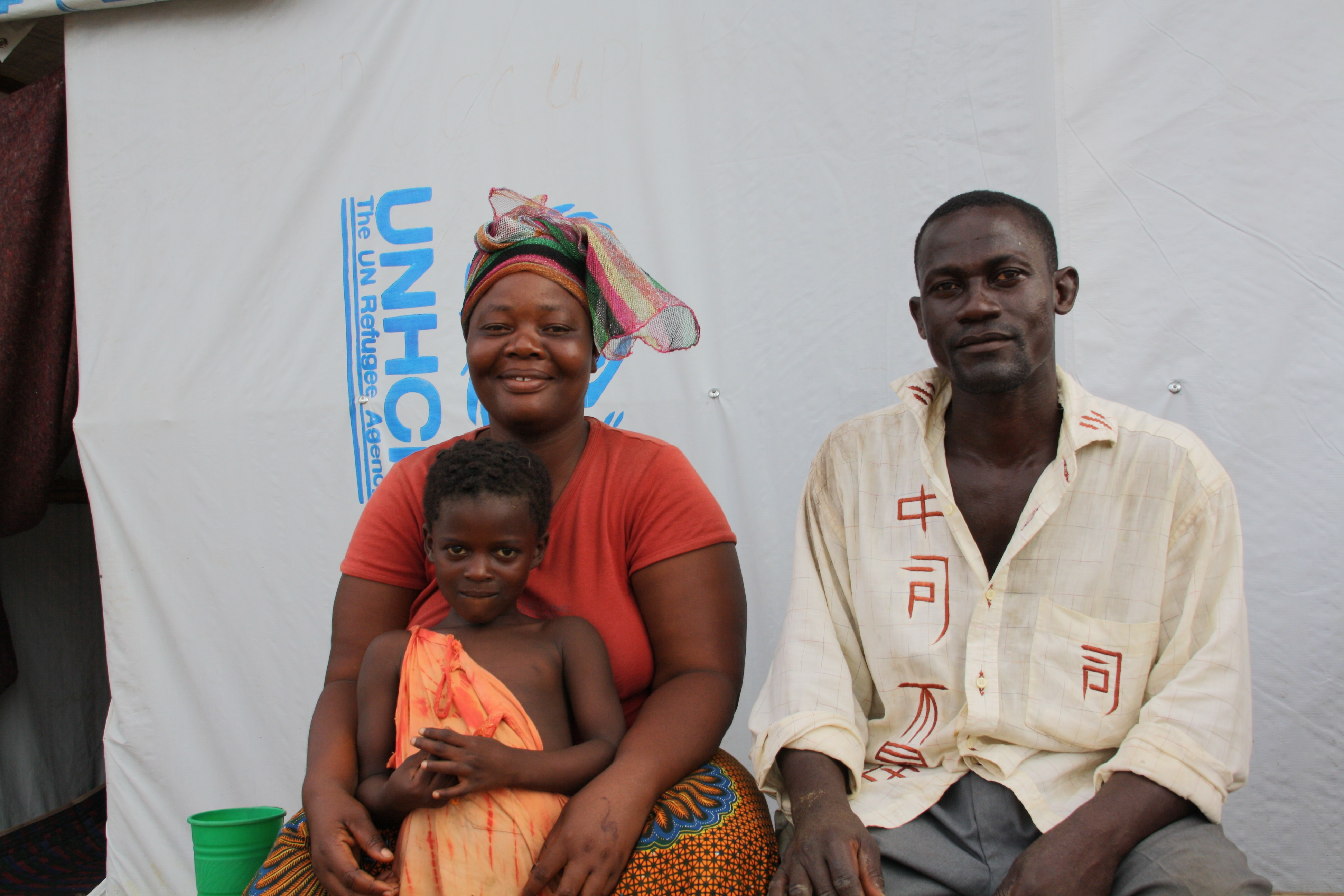
Família de refugiados no campo de refugiados de Bahn.